# Patricia Richardson

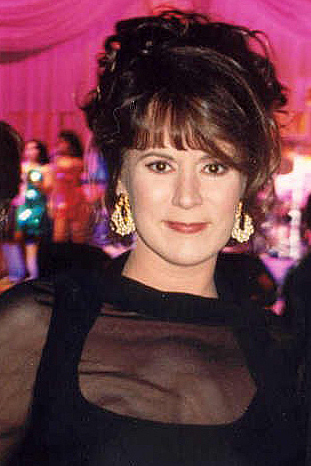
Patricia Richardson (1994)

Patricia Castle Richardson (* 23. Februar 1951 in Bethesda, Maryland) ist eine US-amerikanische Schauspielerin.

## Leben
Richardson wurde als Patricia Castle Richardson im Bethesda Maryland Hospital geboren und hat drei Schwestern. In ihrer Jugend war ihre Familie gezwungen, oft umzuziehen, da ihr Vater als Testpilot bei der US Navy angestellt war.
Richardson besuchte zwei Highschools – einmal die Holton Arms School in Bethesda und die Hochaday School for Girls in Dallas, Texas.
Bereits während ihrer Zeit an der High School begann sie mit der Schauspielerei und später machte sie schließlich einen BFA-Abschluss in Schauspielerei an der Southern Methodist University. An derselben Universität besuchte sie auch einen Kurs für Bildende Kunst, Schauspiel. Am 20. Juni 1982 heiratete Richardson den Schauspieler Ray Baker. Die Ehe wurde im August 1995 geschieden. Mit ihm hat sie drei Kinder – einen Sohn (* 22. Februar 1985) sowie Zwillinge (* 3. Januar 1991).
Ihre Schauspielkarriere begann Richardson im Jahre 1980 mit dem Film You better watch out, in dem sie die Rolle von Moss’ Mutter spielte. In den Folgejahren war sie hauptsächlich im Fernsehen tätig. 1991 gelang ihr der Durchbruch mit einer Hauptrolle in der Sitcom Hör mal, wer da hämmert (Home Improvement). Dort spielte sie die Rolle der Jill Taylor, der Ehefrau von Tim Taylor, gespielt von Tim Allen. Für ihre Rolle war zuerst Frances Fisher vorgesehen, die nach dem Pilotfilm die Serie jedoch verließ. Durch Hör mal, wer da hämmert wurde Richardson international bekannt. Die Serie wurde acht Jahre produziert, bis sie im Jahr 1999 schließlich eingestellt wurde. Ihr wurden zwar 25 Millionen Dollar für eine weitere Staffel angeboten, sie lehnte jedoch ab, da sie der Meinung war, es gäbe keine Geschichten mehr in der Serie zu erzählen. Im Jahre 2015 spielte sie in der Sitcom Last Man Standing, in der Tim Allen über neun Staffeln die titelgebende Hauptrolle spielte, für zwei mit Hinweisen auf Tool Time gespickten Folgen eine Nachbarin namens Hellen Potts, in der auch ihrer beider Filmsohn Randy, dargestellt von Jonathan Taylor Thomas einen Auftritt hatte. Richardson spielte in einer Folge der Serie Law & Order: Special Victims Unit die Bösewichtin und in einer TV-Miniserie mit dem Titel Blonde Gladys Baker, die Mutter von Marilyn Monroe. Danach verkörperte sie eine Doppelrolle in dem Independent-Film Viva Las Nowhere, der allerdings nur als DVD mit dem Titel Dead Simple auf den Markt kam. Von 2002 bis 2004 war sie in der Arztserie Strong Medicine: Zwei Ärztinnen wie Feuer und Eis als Dr. Andy Campbell zu sehen. Später spielte sie die Rolle einer Wahlkampfmanagerin in der Serie The West Wing.
1994 moderierte Richardson gemeinsam mit Ellen DeGeneres die 46. Emmy Verleihung.

## Auszeichnungen/Nominierungen
Golden Globe Award
- 1993: Nominierung als beste Schauspielerin in einer Fernsehserie – Musical oder Comedy
- 1994: Nominierung als beste Schauspielerin in einer Fernsehserie – Musical oder Comedy

Emmy Award
- 1994: Nominierung als beste Schauspielerin in einer Comedy-Serie (Hör mal, wer da hämmert)
- 1996: Nominierung als beste Schauspielerin in einer Comedy-Serie (Hör mal, wer da hämmert)
- 1997: Nominierung als beste Schauspielerin in einer Comedy-Serie (Hör mal, wer da hämmert)
- 1998: Nominierung als beste Schauspielerin in einer Comedy-Serie (Hör mal, wer da hämmert)

Independent Spirit Awards
- 1997: Beste weibliche Nebendarstellerin im Film „Ulee’s Gold“

Prism Awards
- 2003: Beste Leistung in einer Serien-Episode für „Strong Medicine: Zwei Ärztinnen wie Feuer und Eis“

## Filmografie (Auswahl)
- 1980: Christmas Evil (You Better Watch Out)
- 1986–1987: Der Equalizer (The Equalizer, Fernsehserie, 2 Episoden)
- 1987: Die Bill Cosby Show (The Cosby Show, Fernsehserie, Episode 3x17)
- 1987: Hands of a Stranger – Ein Mann nimmt Rache (Hands of a Stranger)
- 1989: Zurück in die Vergangenheit (Quantum Leap, Fernsehserie, Episode 2x06)
- 1989: Roadhome (Lost Angels)
- 1989: Zurück aus der Hölle (In Country)
- 1989: Ein Zwilling kommt selten allein (Parent Trap III)
- 1991–1999: Hör mal, wer da hämmert (Home Improvement, Fernsehserie, 203 Episoden)
- 1996: Skrupellos Verführt – Die Unschuld des Mörders (Undue Influence)
- 1997: Ulee’s Gold
- 1999: Law & Order: Special Victims Unit (Fernsehserie, Episode 1x05)
- 2000: Blond (Blonde, Miniserie)
- 2001: Viva Las Nowhere
- 2002–2005: Strong Medicine: Zwei Ärztinnen wie Feuer und Eis (Strong Medicine, Fernsehserie, 59 Episoden)
- 2005–2006: The West Wing – Im Zentrum der Macht (The West Wing, Fernsehserie, 9 Episoden)
- 2005: Candy Paint (Kurzfilm)
- 2007: Out of Omaha
- 2008: Lost Dream
- 2010: The Jensen Project (Fernsehfilm)
- 2013: Foto mit Happy End (Friend Request, Fernsehfilm)
- 2013: Eine Hochzeit zu Weihnachten (Snow Bride, Fernsehfilm)
- 2015–2016: Last Man Standing (Fernsehserie, 2 Episoden)
- 2019: Blindspot (Fernsehserie, Episode 4x10)
- 2021: Navy CIS (NCIS, Fernsehserie, Episode 19x07)
- 2022: The Blacklist (Fernsehserie, Episode 9x13)
- 2022–2023: Grey’s Anatomy (Fernsehserie, 2 Episoden)